# Twenty20 Big Bash 2009/10
Die Twenty20 Big Bash 2009/10 war die fünfte Saison dieser australischen Twenty20-Meisterschaft. Dabei nahmen die traditionellen First-Class Teams die die australischen Bundesstaaten repräsentieren an dem Turnier teil. Sieger waren die Victorian Bushrangers, die sich im Finale mit 48 Runs gegen die Southern Redbacks durchsetzten.

## Format
Die sechs Mannschaften spielten in einer Gruppen gegen jedes Team jeweils ein Mal. Der Gruppenerste qualifizierte sich direkt für das Finale, während sich der Gruppenzweite und -dritte für das Halbfinale qualifizierten.

## Gruppenphase
Tabelle
| Teams                 | Sp. | S | N | NR | P | NRR    |
| --------------------- | --- | - | - | -- | - | ------ |
| Southern Redbacks     | 5   | 4 | 1 | 0  | 8 | +0.740 |
| Queensland Bulls      | 5   | 3 | 2 | 0  | 6 | +1.003 |
| Victorian Bushrangers | 5   | 3 | 2 | 0  | 6 | −0.869 |
| Western Warriors      | 5   | 2 | 3 | 0  | 4 | +0.680 |
| New South Wales Blues | 5   | 2 | 3 | 0  | 4 | −0.764 |
| Tasmanian Tigers      | 5   | 1 | 4 | 0  | 2 | −0.728 |

## Halbfinale
| 19. Januar Scorecard | Brisbane | Queensland Bulls 103 (17)      | – | Victorian Bushrangers 107-1 (12.5) |
|                      |          | Victoria gewinnt mit 6 Wickets |   |                                    |

## Finale
| 5. Februar Scorecard | Adelaide | Victorian Bushrangers 166-7 (20) | – | Southern Redbacks 118-9 (20) |
|                      |          | Victoria gewinnt mit 48 Runs     |   |                              |